# Mīzānū
Mīzānū (persiska: Vīzanāb, میزانو) är en ort i Iran.   Den ligger i provinsen Östazarbaijan, i den nordvästra delen av landet, 500 km nordväst om huvudstaden Teheran. Mīzānū ligger 707 meter över havet och antalet invånare är 144.
Terrängen runt Mīzānū är huvudsakligen kuperad, men österut är den bergig. Runt Mīzānū är det ganska glesbefolkat, med 28 invånare per kvadratkilometer. Närmaste större samhälle är Hūrānd, 13,3 km väster om Mīzānū. Trakten runt Mīzānū består i huvudsak av gräsmarker.